# Thiaba Camara Sy
Thiaba Camara Sy est une experte-comptable, dirigeante et entrepreneure sénégalaise. Elle est connue pour son rôle de pionnière dans le secteur de l’audit au Sénégal, notamment à travers la création de Deloitte Sénégal, et pour son engagement en faveur de l’autonomisation économique des femmes, notamment via le Women’s Investment Club (WIC). Elle est également conseillère en diplomatie économique pour la Belgique au Sénégal depuis 2023.

## Biographie

### Formations et débuts
Thiaba Camara Sy est diplômée de l’École supérieure de commerce de Paris (ESCP). Elle est également titulaire du diplôme d’expertise comptable. Elle a suivi plusieurs formations en gouvernance, coaching et leadership.

### Carrière professionnelle
En 1990, elle fonde le cabinet Deloitte Sénégal, qu’elle dirige et participe à son expansion pendant plus de 25 ans avant de quitter le  conseil d’administration   En 2017, elle rejoint le fonds d’investissement AFIG Funds en tant que directrice des opérations, où elle travaille à la mobilisation de capitaux pour des projets africains à fort impact. Elle a également été présidente du Comité national d’assurance qualité de l’Ordre national des experts-comptables du Sénégal (ONECCA).
Depuis février 2023, elle est conseillère en diplomatie économique auprès de l’ambassade de Belgique au Sénégal en facilitant les partenariats commerciaux et l’investissement entre les entreprises belges et sénégalaises.

### Engagement pour l’entrepreneuriat féminin
En 2016, Thiaba Camara Sy cofonde le Women’s Investment Club (WIC Sénégal), un réseau d’investisseuses visant à promouvoir l’entrepreneuriat féminin. Elle préside également WIC Capital, le premier fonds d’impact dédié aux femmes entrepreneures en Afrique de l’Ouest. Par l’intermédiaire de WIC Academy, elle contribue à la formation et au mentorat de jeunes dirigeantes d’entreprises.
Elle milite pour une meilleure représentativité des femmes dans les sphères économiques et plaide pour des réformes structurelles du Code de la famille et du Code du travail au Sénégal.